# شهرستان آچیتسکی
شهرستان آچیتسکی (به لاتین: Achitsky District) یک شهرستان در روسیه است که در استان سوردلوفسک واقع شده‌است.